# Сакса, Александр Иванович
Алекса́ндр (Сантери) Ива́нович Са́кса (11 августа 1951, Петрозаводск, Карело-Финская ССР — 14 августа 2022, Великий Новгород) — российский, ингерманландский археолог, исследователь финно-угорской археологии. Доктор исторических наук (2007), доктор философии (Университет Йоэнсуу, 1998), доцент кафедры географических и исторических исследований Восточнофинляндского университета , старший научный сотрудник ИИМК РАН.

## Биография
Ингерманландец. Род Сакса происходит из деревни Горки (фин. Korkka) Губаницкого лютеранского прихода. Родился в Петрозаводске, так как обстоятельства военного времени не позволили его семье остаться в родной деревне. В 1956 году семья смогла вернуться в родные места. В начальных классах он учился в родной деревне, позже — в соседней деревне Торосово, а оканчивал школу в райцентре — посёлке Волосово. После окончания школы один год проработал в Торосовском совхозе.
В 1978 году окончил исторический факультет Ленинградского государственного университета (кафедра археологии).
В 1984 году защитил кандидатскую диссертацию «Карельская земля в XII—XIV вв. (по археологическим данным)» (научный руководитель А. Н. Кирпичников).
В 2007 году защитил докторскую диссертацию «Древняя Карелия во второй половине I — первой половине II тыс. н. э. Происхождение, история и культура населения летописной Карельской земли».
Принимал участие в российско-финляндском сотрудничестве в области археологии, культуры и палеоэкологии. Член Финского литературного общества и Общества «Калевалы» (Хельсинки).
Проводил раскопки на Карельском перешейке, в том числе в городах Выборг и Приозерск.
Скончался 14 августа 2022 года. Похоронен в деревне Губаницы (Волосовский район Ленинградской области) на кладбище у лютеранской церкви Святого Иоанна Крестителя.

## Основные труды
- Карельская земля в XII—XIV вв. Л., 1984.
- Комплекс археологических памятников деревни Ольховки. — Л., 1984.
- Город Корела — центр Приладожской Карелии // Рукопись из фондов Приозерского краеведческого музея. 1988
- Корела. // Финны в Европе VI—XV вв. М., 1990. (в соавт. в В. А. Тюленевым)
- 100 лет археологического изучения корелы // Современное финно-угроведение. Опыт и проблемы. — Л., 1990.
- Русь и Корела // Памятники старины. Концепции. Открытия. Версии. Псков-СПб., 1997.
- Поселенческие центры как фактор расцвета Карелии в XII—XIV вв. // Поселения: Среда. Культура. Социум. — СПб., 1998.
- Итоги изучения карельских крепостей элохи средневековья // Раннесредневековые древности Северной Руси и её соседей. — СПб., 1990.
- Древняя Карелия в конце I — начале II тысячелетия н. э. — СПб. : Нестор-История, 2010 ISBN 978-598187-583-0